# 皮尼羅峰
皮尼羅峰（英語：Piñero Peak），是南極洲的山峰，位於葛拉漢地西岸的法利埃海岸，處於皮尼羅島，海拔高度380米，在1980年由英國南極名稱諮詢委員會命名，現時由南極條約體系管理。